# Ficus remifolia
Ficus remifolia är en mullbärsväxtart som beskrevs av Edred John Henry Corner och C. C. Berg. Ficus remifolia ingår i släktet fikonsläktet, och familjen mullbärsväxter. Inga underarter finns listade i Catalogue of Life.